# Louis-Léger Vallée
Louis-Léger Vallée (1784-1864) était un Français, polytechnicien et ingénieur des ponts et chaussées. À ce titre il s'occupa notamment de canaux et d'études pour le chemin de fer de Paris, Lille et Calais.

## Biographie
Louis-Léger Vallée est né à Sèvres le 25 mars 1784.
Il entre à l'École polytechnique de Paris en 1800, il y est l'élève de Gaspard Monge et de Jean Nicolas Pierre Hachette. Il entre ensuite à l'École des ponts et chaussées en 1803 et en sort en 1806 comme aspirant avant d'être nommée ingénieur aux Ponts et Chaussées en 1808.
Il prend sa retraite le 1er mai 1851. Il meurt à Paris le 5 mars 1864.

## Chronologie carrière aux Ponts et Chaussées
La note relative à sa candidature pour l'élection d'un membre libre de l'Académie des sciences relate sa carrière :
- 1803-1806, élève ingénieur
- 1807, aspirant
- 1808-1821, ingénieur ordinaire
- 1822-1837, ingénieur en chef
- 1837-1839, ingénieur en chef directeur
- 1839, inspecteur divisionnaire adjoint
- 1839-1848, inspecteur divisionnaire
- 1848-1851, inspecteur général

## Publications
Il publia notamment des ouvrages sur les chemins de fer, les mathématiques et la vision
- Traité de la géométrie descriptive, volume 1, 2e édition, Bachelier, Paris, 1825, 375 pages[5]
- Des voies de communication : considérées sous le point de vue de l'intérêt public : avec un appendice sur les chemins de fer de Paris à Boulogne, Calais, Dunkerque, Lille et Valenciennes, Carilian-Gœury, 1836[6]
- Mémoires Sur La Vision, Imprimerie nationale, Paris, 1852[7]

## Hommage
- 1859, officier de la légion d'honneur